# Obloha (gastronomie)

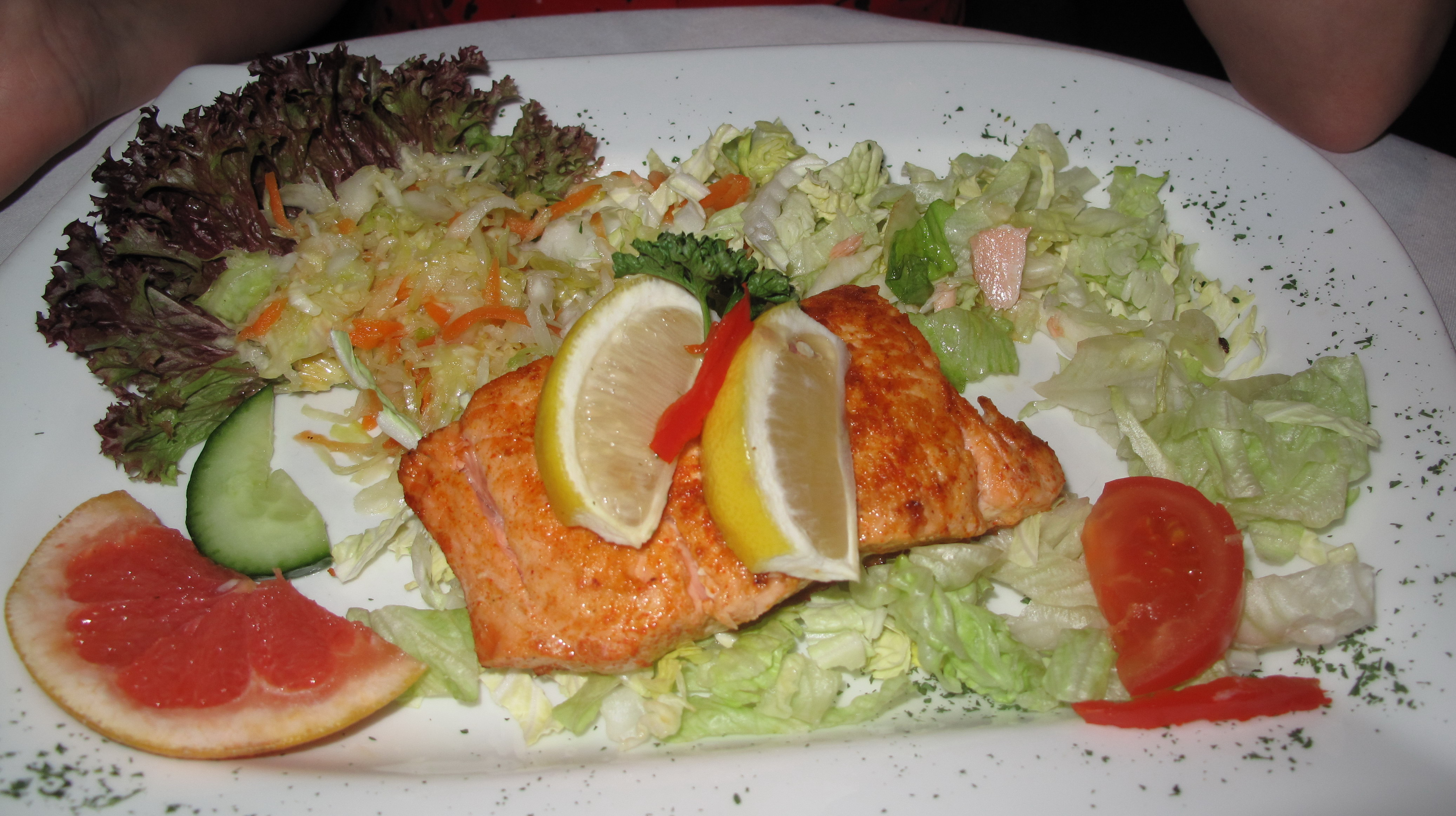
Losos s oblohou

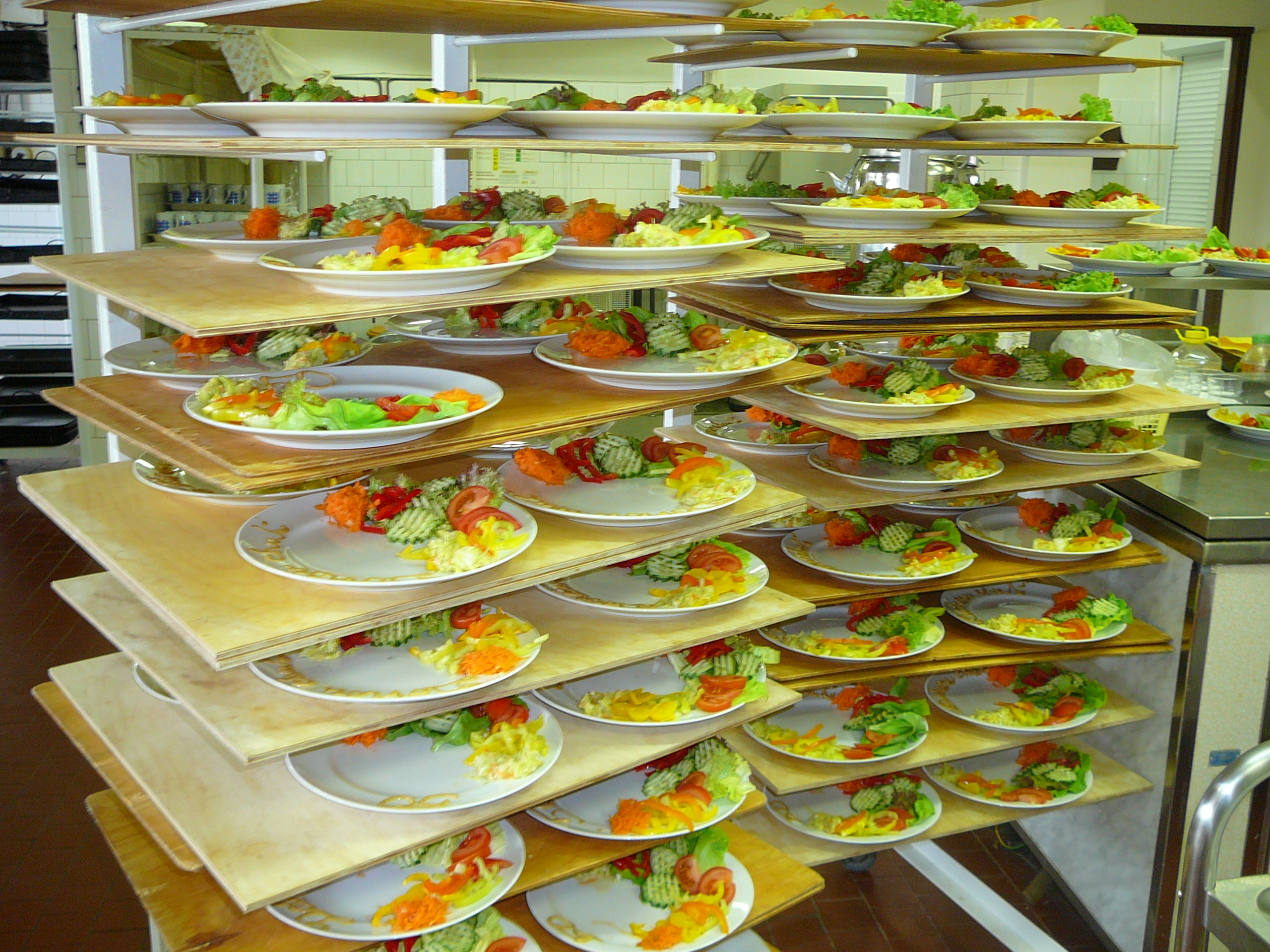
Talíře s připravenou zeleninovou oblohou ve školní jídelně ve Fryštáku

Obloha je v české gastronomii označení zpravidla pro směs čerstvé nebo sterilované zeleniny, která je přikládána přímo na talíř k hlavnímu chodu, zejména minutkám. Obloha se odlišuje od přílohy a též od ozdoby jídla i od samostatně podávaných salátů.

## Obloha v české gastronomii
Obloha je často označovaná za specifikum české gastronomie. V jiných kuchyních se v podobné funkci používá garnitura, garnish, garni, v české kuchyňské hantýrce garnýr, což je spíše ozdoba. Televizní kuchař Zdeněk Pohlreich označoval oblohu za rakovinu české gastronomie. Publicista Jan Handl v roce 2010 psal, že obloha se zdá být místní specialitou a jídlo spíš shazuje, než aby mu něco dala. „Kdybych chtěl rajčata, mrkev, zelí, salát, kukuřici, hrášek a okurku, tak si objednám zeleninový salát.“ Podle něj je obloha obvykle z uschlých a hnusných zeleninových kousků a vypadá, jako by se kuchaři potřebovali zbavit starých okurek a rajčat. Roman Vaněk, zakladatel Pražského kulinářského institutu, popisuje „nelogické, vražedné kombinace debilní oblohy z konzervované červené řepy, jejíž nálev surrealisticky kličkuje z okraje talíře mezi plátkem nařízlého pomeranče, pár kuličkami naloženého hrášku a kukuřice, smutně zvadlým kdysi zeleným listem salátu, aby se jemně dotkl obrovského nakládaného kozího rohu, smykem následně vytvořil meandr kolem nakrouhaného zelí obou barev doplněného o ledabyle ležící bonvivánsky uříznuté kolečko okurky hadovky karblovacím nožem, aby dokončil svou dlouhou sytě červenou pouť ve smetanové omáčce s nakládanými žampiony, kterou je zamaskován umučený plátek kuřecího masa - zvířete, které v tomto případě zemřelo zcela zbytečně.“ Autor na webu Sklizeno.cz označuje oblohu vedle „hranolek ke všemu“ jako příznak porevoluční „doby plných talířů“: „Protože zelenina je zdravá, žejo. Takže otevřeme konzervy a vrazíme na talíř lžíci sterilované kukuřice, lžíci bílýho a lžíci červenýho sterilovanýho zelí… No a třeba trochu mrkve. Vše ozdobíme nezbytným plátkem pomeranče, protože – ano, je to tu zas – dřív jsme nemohli, teď můžem!“ Na katedře aristologie na Technické univerzitě v Liberci se učilo, že obloha ze syrové zeleniny je pozůstatek z ruské okupace.
Za socialismu byly v československém státním ceníku jídel a nápojů dvě variaty oblohy, malá a velká, které se lišily cenou. Restaurace přitom psaly minutky zpravidla s velkou oblohou, aby si mohly připočíst vyšší cenu. Složení oblohy bylo sice normované, ale připouštělo různé záměny. Téměř vždy byla základem hořčice, k tomu kopeček čalamády nebo zelného salátu nebo sekané cibule, vějířek okurky nebo kousek kapie a téměř vždy ještě červená řepa, která byla levná a dávala obloze i celému jídlu barvu. Zpravidla se dávala ke všem minutkám stejná obloha.